# Filopatría

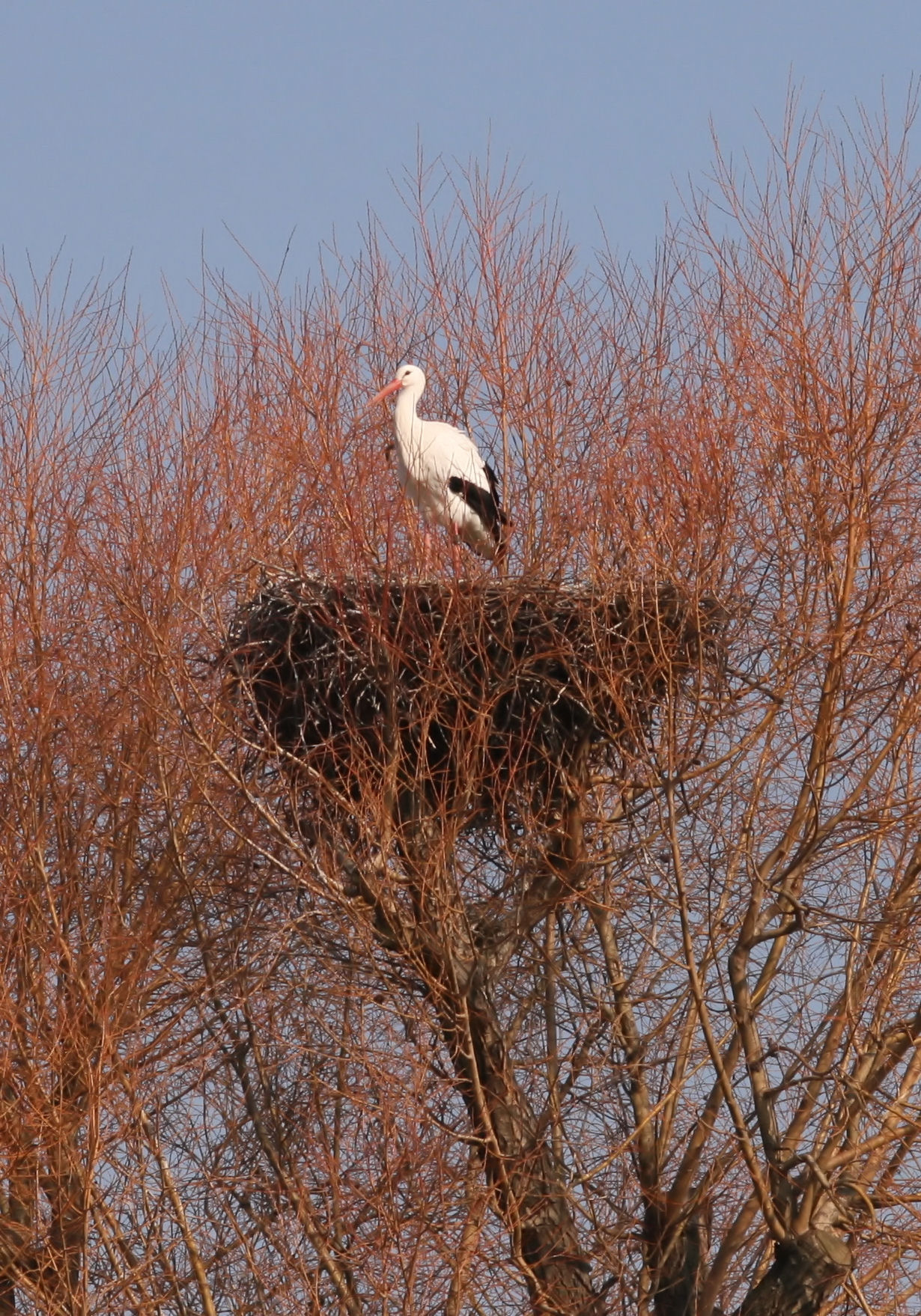
La cigüeña blanca permanece fiel a un nido durante años.

En zoología, se llama filopatría a la tendencia que presentan muchas especies animales a permanecer en el mismo territorio en que nacieron, o a volver al mismo para reproducirse o nidificar.
Este fenómeno es muy frecuente entre las aves migratorias que suelen volver a anidar al mismo lugar todos los años. Otro ejemplo de este comportamiento son los salmones que, tras nacer en un río determinado y pasar varios años en el mar, regresan al mismo lugar en que nacieron para desovar.
 Entre los reptiles uno de los casos más conocidos de filopatría es el de las tortugas marinas, que vuelven todos los años a las mismas playas para depositar sus huevos.
También se han descrito casos de filopatría invernal en aves migradoras. La grulla común (Grus grus) suele visitar las mismas zonas de alimentación cada otoño e invierno cuando los pollos del verano anterior aún siguen a su cuidado. Esas zonas tienen una mayor diversidad de recursos alimenticios si bien en pequeñas cantidades, lo que las convierten es lugares adecuados para establecer territorios de alimentación que defienden frente a otras grullas próximas también con pollos o juveniles.